# Satraparchis bijugata
Satraparchis bijugata là một loài bướm đêm trong họ Geometridae.